# 에디 톨란

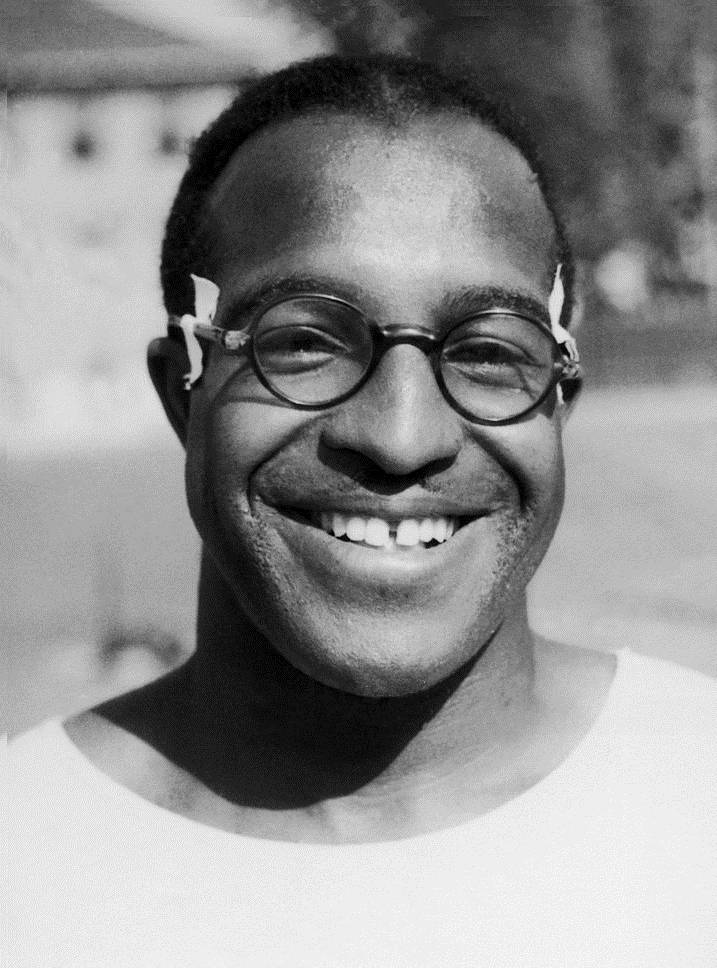

에디 톨란(Eddie Tolan, 본명: 토머스 에드워드 "에디" 톨란, Thomas Edward "Eddie" Tolan, 1908년 9월 29일 ~ 1967년 1월 30일)은 "미드나잇 익스프레스"라는 별명을 갖고 있으며 단거리 경주에 참가한 미국의 육상 선수였다. 100야드 달리기와 100미터 종목에서 세계 기록을 세웠고, 100미터와 200미터 종목에서는 올림픽 기록을 세웠다. 1932년 로스앤젤레스 하계 올림픽에서 100m와 200m 종목에서 금메달을 획득한 후 "세계에서 가장 빠른 인간"이라는 칭호를 받은 최초의 유럽계 미국인이 아닌 사람이었다. 1935년 3월, 톨란은 멜버른에서 열린 세계 프로 스프린트 선수권 대회에서 75야드, 100야드, 220야드 종목에서 우승하여 아마추어 및 프로 세계 스프린트 선수권 대회에서 모두 우승한 최초의 남자가 되었다. 단거리 선수로서 톨란은 300번의 경주에서 승리하고 7번만 패했다.